# Норвезьке товариство
Норвезьке товариство (норв. Det Norske Selskab) — літературне товариство, яке було організоване норвезькими студентами та письменниками в Копенгагені.

## Історія
«Норвезьке товариство» засновано 1772 року в Копенгагені. Завданням його було відродження національної норвезької літератури. Ініціатором і засновником «Норвезького товариства» є норвезький поет і правознавець Уве Меєр (норв. Ove Gjerløw Meyer) (1742—1790). Меєр переймався багатьма аспектами літературного життя Норвегії.

### Початок
Найбільше Меєра хвилювала відсутність у Норвегії власного університету. Визначних літературних творів сам Меєр не мав, але в історію норвезької літератури увійшов саме як засновник «Норвезького товариства». Перше засідання «Норвезького товариства» відбулося 30 квітня 1772 року в кафе мадам Юель. На зустріч жінки не допускалися — лише чоловіки. Винятком була служниця Карен Бах (англ. Karen Bach). Зустрічі проходили у творчій атмосфері. Члени товариства декламували вірші, виконували пісні, обговорювали літературні питання, вели суперечки. Орієнтиром творчості для членів Норвезького товариства був норвезько-данський письменник Людвіг Гольберг.

## Постаті
Однією з найбільш значущих постатей норвезької літератури доромантичного періоду вважається Йоган Герман Вессель, який створив цілий ряд сатиричних поем і послань. Він був чудовим майстром популярного тоді жанру комічної оповіді. Такі оповіді найчастіше створювалися експромтом. Вессель видавав сатиричний журнал «Ваш слуга, нероби!» Журнал здобув неабияку популярність серед норвежців, які жили в Копенгагені. До товариства входили також Юган Нурдаль Брун, Нільс Треш та інші. Члени Норвезького товариства зіграли суттєву роль у піднесенні національно-патріотичних настроїв на межі XVIII—XIX століть. Патріотична тема була основною для поезії цього периоду. В 1813 році товариство було розпущене. Тоді був заснований перший Норвезький університет, який став центром культурного життя Норвегії. Але через кілька років, у 1818, літературний клуб з однойменною назвою відкрився знову.
На час функціонування норвезького товариства відноситься і творчість Ю. Н. Бруна (1745—1816), який став автором першої норвезької трагедії на історичну тему — «Ейнар Тамбешельвер» (норв. Einer Tambeskielver, 1772). Драма схвально була зустрінута норвезьким суспільством. Вона сприяла підняттю національного духу. Серед його інших досягнень в літературі вважається написання тексту до однієї з найпопулярніших національних пісень норвежців, «Для Норвегії, країни воїнів …» (норв. «For Norge, Kiempers Fødeland»), яку також називали «Норвезька Марсельєза».

## Основні члени Норвезького товариства
- Евольд, Йоханнес (1743-81)
- Юган Нурдаль Брун (1745—1816)
- Н. К. Бредаль (N. K. Bredal)
- Уве Мейер (1742—1790)
- Юхан Вібе
- Сьорен Монрад (Søren Monrad)
- Нільс Треш  (1751—1833)
- Якоб Едвард Кольбьйорнсен (Jakob Edvard Colbjørnsen)
- Клаус Фастінг (Claus Fasting)
- Клаус Фріман (Claus Frimann)
- Юнас Рейн (Jonas Rein)
- Едвард Сторм (Edvard Storm)
- Йенс Цітліц (Jens Zetlitz)
- Йоган Герман Вессель (1742—1785)